# ク・リトル・リトルの恐怖
『ク・リトル・リトルの恐怖』（ク・リトル・リトルのきょうふ、原題：英: The Horror out of Lovecraft）は、アメリカ合衆国のホラー小説家ドナルド・A・ウォルハイムによるホラー小説。邦題は意訳。
ロバート・A・W・ロウンデズが編集をつとめる『マガジン・オブ・ホラー』1969年5月号に掲載された。
ラヴクラフトのパロディ作品。東雅夫は「ラヴクラフト作品に特有の言い回しや道具立てをすべて盛り込んだような、ファン気質あふれるパロディ」と解説する。
ラヴクラフトとウォルハイムの間には、神話第1作『無名都市』にまつわる交流があった。ウォルハイムは、1936年にセミプロジン『ファンシフル・テールズ・オヴ・タイム・アンド・スペース』秋季号を編集・発行し、『無名都市』やダーレス、ハワード等の作品を掲載した。この雑誌自体はあまり売れず1号で終了したが、これが縁となってか、ウォルハイムとラヴクラフトは1937年まで文通を行っている。この頃、ウォルハイムはロウンデズと交流を持った。

## あらすじ
1939年。わたしは、イーストアーカム在住の伯母ユーラリア・パーカーをたずねたとき、エリファス・スノードグラスの噂を知る。彼女は、エリファスの母がわたしに、息子の奇妙なふるまいについて相談したいと言っていると打ち明ける。エリファスは何週間か部屋に閉じこもり、部屋からは奇妙な音や話し声が聞こえてくるのだという。音の原因をたずねても、エリファスはラジオの具合によるものだと答えるばかりであり、わたしとユーラリアは気味悪がる。
わたしが一家が住むクロムライ邸を訪問すると、奇妙な悪臭を感じ取る。そこへエリファスが姿を現すが、その靴が奇妙に汚れ、髪もひどく乱れている。エリファスは、わたしがミスカトニック大学で研究していることを知ると興味を示し、「死霊秘法」を知っているかと尋ねてくる。わたしが否定すると、彼は気分を害する。その後、何度かエリファスに会うたびにアルハザードの本を借り出すよう迫られる。わたしは、エリファスがミスカトニック大学付属図書館から出入り禁止処分を受けていたことを知る。
9月10日。謎の悪臭が町を襲い、緑の稲妻がクロムライ邸に落ちる。わたしが連絡を受けて赴くと、どこも壊れてはいなかったが、エリファスが消えていた。警察がエリファスを探している間、わたしは彼の切り抜きや書き置きを読んでいたが、意味がわからなかった。
冬。スノードグラス夫人から、無人のエリファスの部屋で足音が聞こえると聞き、わたしはクロムライ邸に赴く。天井には足跡があり、またエリファスの筆跡で「アルハザード！」と記された紙切れが落ちていた。わたしは即ミスカトニック大学に行き、アルハザードの本を読み、何が起きていたかを理解した。エリファスの部屋に入り、照明をつけると、寝台の布の上でエリファスの巨大なつま先が震えている。わたしはアルハザードの本を読んだことを後悔しつつも、クロムライ邸に放火し、あるべきでないものを消し去る。

## 主な登場人物
- わたし - 語り手。ミスカトニック大学で、古代の神話について研究している。
- エリファス・スノードグラス - 長身痩躯の学究肌。27歳。アルハザードの本を読みたいが、図書館に禁じられている。
- ユーラリア・パーカー - わたしの伯母である独身女性で、イーストアーカムに住む。スノードグラス一家と交流がある。
- スノードグラス夫人 - エリファスの母。ウェストアーカムのクロムライ邸に住む。先祖に非白人の血が入っている。
- オラフ・スヴェンソン - エリファスの切り抜きにあった人物。スウェーデンの貨物船クングスハヴン号の航海士。キクールーとかキトゥールーという悪霊か悪魔（ク・リトル・リトル？）に遭遇したらしい。その後、サン・フランシスコの裏通りで顔を潰されて怪死した。

## 収録
- 国書刊行会『真ク・リトル・リトル神話大系2』『新編真ク・リトル・神話大系5』渡辺健一郎訳